# Борба за црквено-школску аутономију Срба у Аустроугарској
Борба за црквено-школску аутономију јавља се послије српског устанка из 1882. године као посљедица потчињавања православних црквених организација аустроугарским властима.

## Борба црквено-школску аутономију

### Црквено-школска аутономија
Послије неуспјешног српског устанка из 1882. године дошло је до нових притисака власти на православну цркву. Митрополит Косановић поднио је оставку, власти су основале богословију у Рељеву, тако да је избор митрополита и школовање свештенства у потпуности дошло под контролу аустроугарских власти. Ипак, управо је потчињавање православне црквене организације аустроугарским властима подстакло борбу српског народа за црквено-школске општине. Питање црквено-школске аутономије било је једно од малобројних тековина Кримског рата. Њихово оснивање дозвољено је управо 1856. године, али је на почетку велике источне кризе 1875. године рад црквено-школских општина забрањен. У својој суштини, црквено-школски одбори били су заметак српске народне аутономије, нетериторијална претеча Републике Српске. Сваке године, 27. јануар - на Светог Саву, засједала је годишња скупштина ових општина. Скупштина је бирала одбор који су чинила десеторица угледних чланова. Одатле су представници општине одлазили у градска и централно „земаљско вијеће” у Сарајеву. Власти су ометале рад општина, али га ису потпуно забраниле.
О каквим се асимилаторским мјерама радило, најбоље свједочи чињеница да је Калајев режим тек 1888. године прихватио да се општине у Мостару и Бањалуци зову „српске црквено-школске општине”, а не како су власти наметале „источно-православне општине”. У Босни и Херцеговини постојала је 351 црквено-школска општина. Једва 12% њих било је активно. Борбу за самосталност црквено-школских општина претежно су водили грађани - трговци и учитељи. Сељаштво је у овој борби углавном остало пасивно.
Велика борба за црквено-школску аутономију почела је прољећа 1892. године као реакција на одлуку аустроугарских власти да се учитељи могу запошљавати само уз дозволу земаљске владе у Сарајеву. Бањаључка општина стала је на чело 24 општине које су сљедеће године влади поднијеле захтјев да се ова одредба опозове. Петиција није довела до промјене владине политике, али је охрабрила потписнике око којих је настао читав покрет. На челу покрета био је енергетични Глигорије Јефтановић. Влади у Бечу је тако 1896. године поднесен „царски меморандум” у ком је образлагана потреба успоставе црквено-школдкр аутономије. У то вријеме у Србији је на власти био кабинет на челу са Стојаном Новаковићем, познатим српским научником и политичарем. Тако је у покрету за црквено-школску аутономију помогла и влада која је имала велико разумијевање за српски народ изван граница Краљевине и искуство борбе за права Срба у Македонији, гдје је у знатно горим условима била вођена слична борба, уз активну подршку Србије.

### Меморандуми
У меморандуму од двадесет тачака који су четрнаесторица представника српских црквених општина окупљених 1894. године у Сарајеву послали цару тражено је да се Србима дозволи да сами и слободно бирају своје учитеље, свештенике, да учествују у избору митрополита, да отварају читаонице, школе, оснивају фондове и прослављају националне празнике. Српска влада је делегацији која је требало да поднесе ове захтјеве савјетовала умјереност и рад на споразуму са бечком владом. Један од вођа српског покрета, др Емил Гарвила, иначе уредник новосадске Заставе, настојао је да подстакне укључивање муслимана у српски покрет. У то вријеме саставио је Аграрни меморандум. Године 1894. и муслимани су послали своје захтјеве властима. Слични српским, ти захтјеви из 1896. године упутили су на заједничко дјеловање. Између два покрета стајали су, међутим, аграрно питање, историјско насљеђе, вјерске разлике и спремност власти да ради на продубљивању подјела. Земаљска влада је на меморандуме одговорила прогоном српских општина у Сарајеву и Мостару.
 Владин функционер је преузео црквено-школску општину у Мостару, а митрополит одан режиму покушао је да се наметне у Сарајеву. Дошло је до немира у јужним дијеловима Босанске Крајине. У општинама у којима су власки именовале свештенике противно вољи народа, бојкотовали су „намет-попове”, па су учестале сахране без свештеника, док је богослужење, умјесто у црквама, обављано по кућама. Српски представници су убрзо послије првог меморандума понијели лично цару Францу Јозефу други меморандум, у ком је била представљена реакција власти на први меморандум. Ускоро су подносиоци обавијештени да је цар одлучио да се у вези са новим жалбама не предузме ништа.
Трећи меморандум настао је послије „Нацрта устава црквене и школске самоуправе српског православног народа у Босни и Херцеговини”, након што се 1899. године појавио муслимански аутономни покрет. Муслимански покрет настао је као одбрана идентитета муслимана послије једног покатоличавањам а његови захтјеви били су слични спрским. Иако су окупационе власти убрзо послије окупације одустале од наметања хрватског идентитета, у Босни и Херцеговини појачана је дјелатност католичке цркве. Почетком окупације у областима је било 75 католичких цркава, током наредних 28 година, односно до 1906. године, изграђено их је још 153. Ипак, основна карактеристика муслиманског покрета била је конзервативан однос према аграрном питању. Интереси муслиманске елите и спрског народа у погледу очувања феудализма били су радикално супростављени. Српске вође одлучиле су тада, у споразуму са муслиманима, да се у борби за остварење права предвиђених у овом уставу обрате за помоћ Порти и Васељенској Патријаршији. Порта и, посебно, Васељенска Патријаршија нису били искрени и добри савезници у борби за аутономију. Ипак, обраћање Цариграду представљало је покушај приближавања српског и муслиманског покрета. Први су признавали султана за свог суверена, а други су почели да прихватају народно јединство са српским народом. Спремност на овакав компромис није била ни снажна, ни распрострањена, ни укоријењена међу вођама, а посебно у ширим слојевима два народа. Васељенска Патријаршија, коју је аустроугарска влада поткупила, посредством својих епископа у Босни и Херцеговини осудила је спрски покрет за црквено-школску аутономију. Аутономни покрет тада је био принуђен да преговара са сарајевским митрополитом Мандићем, оданом Васељенској Патријаршији и аустроугарским властима, који није прихватао утицај црквено-школских одбора и настојао је да покрет пасивизира и стави га под своју власт. Аустроугарске власти су чиниле одређене уступке високом свештенству, па су тако створену Бањалучко-бихаћка епархија и Виши духовни суд. Упркос томе што су окупационе власти сматрале да је српски покрет до тада био поражен и сузбијен, већ 1902. године настао је „четврти меморандум”. Овај документ са једанаест тачака у својој суштини прихвата аустроугарске услове. Покрет је пристао на споразум из 1882. године - да аустријски (католички) цар од три кандидата бира митрополита, да митрополит предсједава општим годишњим скупштинама, а одрекао се захтјева за одржавањем црквеног сабора. Чинило се да је српски покрет у потпуности попустио. Ипак, он је опстао и основни захтјев за црквено-школском аутономијом је остао. Сљедеће, 1903. године завршено је дводеценијско раздобље Калајеве власти. Калајев пројекат стварања босанске нације смјеста је прекинут. Српском народу су признати национално име и језик, влада је на рођендан цара Франца Јозефа 1905. године прихватила споразум и у Сарајеву прогласила Уредбу о вјерско-просвјетној самоуправи у Босни и Херцеговини.
Већина вођа српског покрета за црквено-школску аутономију сматрала је ову уредбу задовољавајућом. Тако је завршена једна фаза у борби српског народа у Босни и Херцеговини за национална права. Милорад Екмечић је закључио да без обзира на циљеве и домете ове деветогодишње борбе, њен значај је садржан у чињеници да је она била први самосталан српски покрет у Босни и Херцеговини који се није сводио само на буну или ратовање, а који је бодило грађанство. У суштини, српско грађанство је овим покретом тежило да буде изједначено са Србима у Јужној Угарској. Завршетком борбе за црквено-школску аутономију и, још у већој мјери крајем Калајевог режима, повећано је самопоуздање српске елите и подстакнут покрет за проширивањем њених циљева. Прољећа 1903. године договорено је да се покрене српски политичи лист и одлучено да се оснује штампарија као акционарско друштво. Покрет је подстакао централизовано и планско оснивање удружења са српским именом у називу, подстичући јединство са муслиманима. Српска и црногорска влада подржавале су српски покрет у Босни и Херцеговини. Управо деведесетих година 19. вијека почиње да дјелује посебно одјељеље у Министарству иностраних дела Краљевине Србије посвећено бризи за Србе изван граница земље. Иако скромна, ова настојања брзо су привукла пажњу Аустроугарске. Глигорије Јефтановић је, наводно, почетком 20. вијека од српске владе примио велику своту од 92.000 франака. Муслимански покрет је такође повремено добијао помоћ из Србије и Црне Горе. Међутим, Србија није била та која је организовала и подстицала српски покрет у Босни. Било је, управо, супротно. Почетком 20. вијека учестали су наговјештаји да ће Босна и Херцеговина бити присаједињена Аустроугарској. Анексија је дубоко угрожавала интересе Срба и муслимана. Нада да ће Босна и Херцеговина добити аутономију и онда, једног дана, ући у састав Србије, тиме би била скоро угашена. Такође, последње, макар формалне, везе муслимана са Османским царством и калифатом биле би прекинуте. Зато је током 1901. године било настојања да два покрета склопе споразум о савезу. Требало је дефинисати заједнички програм. Срби и муслимани су се, уз много резерви и тешкоћа, окупили око одбране Белринског уговора, на који су и једни и други имали много примједби.

### Српски и муслимански покрети
Српски и муслимански покрет су 1902. године потписали један споразум у Славонском Броду. Споразум је у 25 тачака дефинисао компромис о заједничким циљевима. Двије стране, обесправљене, маргинализоване и политички потпуно одвојене од трећег и малобројнијег хрватског народа, који је политички у великој мјери пристао уз аустроугарску власт, договориле су историјски компромис, према коме је њихов циљ борба за аутономију Босне и Херцеговине као српских земаља у оквирима Османског царства. Договорено је да под османским суверенитетом буде успостављена аутономна Босна и Херцеговина. На челу провинција био би гувернер, који је једном требало да буде православац, а други пут муслиман. Из земље би били протјерани досељеници и католички монашки редови, осим фрањеваца, који су ти били прије окупације. Службени језик требало је да буде српски, а писмо ћирилица. Аграрно питање је остављено по страни, уз формулацију да ће бити рјешавано „по вољи народа”. Споразум су са српске стране потписали Војислав Шола и Глигорије Јефтановић, а са муслиманске Алибег Фирдус и Бакирбег Тузлић. Из овог споразума није услиједио заједнички покрет. Радило се о споразуму двије елите, у коме нису учествовали представници сељаштва ни вјерски великодостојници. Споразум је настао као отпор аустроугарским настојањима да даље обесправљују два народа. Муслимански покрет исувише је био посвећен одбрани социјалних права и везама са Османским царством, тако да је заједнички покрет са Србима био могућ само у случају велике потребе и повољних услова у окружењу. Чинило се да је већ 1904. године и поред свих тешкоћа, почело вријеме за политичка права. Српски покрет претендовао је на окупљање свих српских и муслиманских снага ради постизања аутономије. Емил Гаврила је тако написао „Програм рада народа Босне и Херцеговине”. Гаврила је написао програм за српски политички лист Српска ријеч, али и за муслимански Мусават. У то вријеме споразумијевања југословенских народа, идеолози српског покрета настојали су да помире Србе и муслимане, цијенећи да је аграрно питање могуће ријешити споразумом феудалаца и зависних сељака и тврдећи да су односи беговата и Срба у прошлости били бољи него односи османских власти према хришћанима у другим крајевима европске Турске. Истицали су и сличности између Срба и Турака као храбрих и ратничких народа. „Уредба” из 1905. године означила је почетак организованог политичког живота народних покрета у Босни и Херцеговини. Српски покрет прихватио је да аутономију гради унутар система наметнутог окупацијом и двије године касније, 1907. године, организовао своју политичку партију. Питање да ли је циљ српског покрета било укључивање у Хазбуршку монархију равноправно са Србима из њених других крајева, или је ријеч о борби за аутономију и присаједињење Србији. Радикалније крило отварало је аграрно питање и тиме суштински слабило српски покрет који је већ морао да рачуна на немогућност склапања споразума, какав је, на примјер, српска политичка елита постигла са Хрватима у Хрватској и Далмацији.
Спор је постао и генерацијски. Почетком двадесетог вијека одшколовали су се први ученици гимназија и средњих школа. У недостатку универзитета у Босни и Херцеговини, дио тих ученика касније је отишао на студије у иностранство: у Београд, гдје је 1905. године, послије седам деценија постојања Велика школа постала универзитет, или у Пешту и Беч. У Бечу је група српских студената из Босне и Херцеговине 1901. године поднијела једну представку о стању у њиховим земљама. Међу двадесет потписника били су активни политичари послије 1905. године: Никола Стојановић у вијеме Првог свјетског рата биће члан Југословенског одбора, Милан Сршкић постаће предсједник владе Краљевине Југославије, затим Васиљ Грђиђ, књижевник Петар Кочић и други. У то вријеме настојања Аустроугарске и хрватских кругова да изврше анексију Босне и Херцеговине омладина тражи радикалнији приступ. Омладинци су се противили инертности трговачке елите и њиховим умјереним тежњама. Ипак, и сами омладинци разликовали су се по приступу и обиму тежњи. Једни су тежили да успостави аутономије и постепеном укључивању муслимана и Хрвата у састав Српства. Један од чланова ове групе, Никола Стојановић, својим писањем изазвао је немире и напад свјетине на Србе у Загребу 1902. године. Друга група, у којој је важну улогу имао интелектуалац Ристо Радуловић, одбацивала је раније ставове о рјешавању аграрног питања и залагала се за еволуцију народних политичких права у оквиру постојеће аустроугарске власти. У то вријеме настају и организације Срба из Босне и Херцеговине у Србији. У свему томе је важна улога Луке Ћеловића Требињца, једног од најбогатијих Срба тог времена. Књижевник Петар Кочић је чак један од првих који на сопствену иницијативу размишља о томе да се аустроугаркој власти, у условима малих изгледа да дође до еволутивних демократских промјена, супротстави једна револуционарна организација.
Када је 1907. године српски покрет створио једну политичку странку у Босни и Херцеговини, постојала су три српска интелектуална и политичка средишта, оличена у новинама Српска ријеч у Сарајеву, Народ у Мостару и Отаџбина у Бањалуци. Послије „Сарајевске резолуције”, донесене 24. маја 1907. године на српској народној скупштини одржаној на Митровдан (тачније од 10 до 14. новембра) 1907. године, створена је Српска народна организација. Основана са дозволом власти, ова политичка организација углавном је постигла помирење различитих струја у покрету. Основни програмски циљ било је право на самоопредјељење. Политички програм покрета захтијевао је политичке слободе и противио се припреманој анексији Босне и Херцеговине, захтијевајући да се о томе изјасни народ у Босни и Херцеговини. Када је 1908. године послије Младотурске револуције, Османско царство добило устав, захтијевано је да устав буде примјењен и на Босну и Херцеговину. Српска политичка организација није сарађивала са хрватским првацима, док је настојање да привуче муслимане ометао окупациони режим, који је користио сељачко незадовољство и повремене паљевине беговских чардака, као и сваку прилику да у новинским текстовима пронађе неки наговјештај међусобне заваде или било какве пријетње Аустроугарској. Око писања Петра Кочића отворена је читава афера, под називом „Мирише барут”, књижевничко писање против аустроугарске окупације довело је до забране његовог листа Отаџбина, који је објављиван у Бањалуци. На једном „велеиздајничком” процесу деветорица Срба осуђена су на вишегодишње казне затвора. Успостављање уставности у Османском царству и најава одржавања парламентарних избора подстакла је Аустроугарску да присаједини Босну и Херцеговину и тако спријечи њихово могуће одржавање на њеној територији. Анексија је извршена, а у споразуму са бугарским проглашењем формалне независности, на царев рођендан октобра 1908. године. Представљала је кршење међународног права и довела је до једне од значајнијих криза у односима великих сила које су претходиле Првом свјетском рату. Мјесец дана уочи анексије, долазак барона Буријана, заједничког министа финансија у Бечу задуженог за Босну и Херцеговину, показао је да око 80% становника Босне и Херцеговине не жели присаједињење Аустроугарској. Глигорије Јефтановић и Алибег Фирдус су министру, на челу једне српско-муслиманске делегације, поднијели захтјев да статус покрајина не буде промијењен и да се у њима успостави уставност. Аустроугарске власти су одбиле такве приједлоге и спријечиле било какве изразе народне подршке. Оне су намјеравале да анексијом спријече могући повратак покрајина у састав Османског царства, али и њихово присаједињење Србији или успоставу демократских установа. Присаједињење је Аустроугарској шружало боље изгледе за продор на југ, ка Солуну. Смјеста је подстакнуто грађење пруге преко неповољног терена ка Косовској Митровици, како би се тиме заобишла Србија. Намјера власти је била да се послије анексије и потпуне побједе аустроугарске империјалне замисли коначно изгради један устав ограничених овлашћења и скучених права за народе Босне и Херцеговине. Српски и муслимански покрет нису прихватали анексију, али су позивали народ на мир. Аустроугарска је настојала да међународну кризу ријеши притиском на Краљевину Србију и Османско царство. Цариград су покушавали да поткупе, док је Србији, која је као и Босна и Херцеговина узаврела у општенародном незадовољству, запријећено ратом.

### Признавање анексије
Анексиона криза трајала је пет мјесеци. Читава Европа нашла се на ивици сукоба. Ипак, Аустроугарска је показала одлучност и на границу са Србијом је послала велику војску. Русија, која је традиционално била савезник независих балканских држава, упркос кршењу међународног уговора и ранијих споразума који су гарантовали равнотежу снага на Балкану, није смјела да се умијеша, будући да се још увијек није опоравила од пораза у рату са Јапаном из 1904. године и дуготрајне револуције из 1905. године. Османско царство рано је показало спремност да се споразумије са Аустроугарском и 26. фебруара 1909. године Цариград је признао анексију у замјену за новчану надокнаду. Тако су муслимани изашли из покрета који је тежио да ограничи или уклони аустроугарску владавину. Неколико мјесеци касније цар је одобрио „Статут вакуфске и меарифске аутономије”. Српски покрет од тог времена више није био у прилици да се позива на међународно право и суверенитет Османског царства. Од тог времена, у немогућности да се отворено боре за уједињење са Србијом, представници српског покрета, оличавајући најбројнији народ у Босни и Херцеговини, траже самосталност Босне и Херцеговине.
У немогућности да се ослоне на Србију, у српском покрету поново преовлађују конзервативци који су још за вријеме трајања анексионе кризе изјављивали оданост хабзбуршкој династији, они сада траже уставност, надајући се да ће демократским путем постепено изборити извјесну аутономију за покрајине. Краљевина Србија је успјела да се одупре аустроугарским притисцима све до марта 1909. године. Српска влада је, увиђајући да ће остављена и сама морати да призна анексију, покушавала да добије одређене компензације. Предсједник српске владе Милован Миловановић, наслућујући да је истински циљ Аустроугарске изолација и потом заузеће Србије, настојао је да уз помоћ великих сила за Србију добије дио области старе Рашке и Херцеговине, као пут ка Јадранском мору. Србија је у то вријеме била једина балканска држава и поред Швајцарске једина европска земља без сопственог територијалног излаза на отворено море. Она се управо због тежње да у то вријеме великих царинских баријера домогне могућности слободног извоза, када је са Бугарском успоставила царински савез, нашла под економским санкцијама Аустроугарске. Зато је питање изласка на море и јадранске жељезнице било кључно за опстанак српске државе. Ипак, Србија није успјела у својим намјерама, коначно је и сама морала да призна анексију.
Послије успјешно извршеног присаједињавања Аустроугарској, власти у Бечу и Будимпешти понудиле су устав народима Босне и Херцеговине. До 1910. године донесен је Земаљски „штатут”, а уз њега и пратећи закони. Уставом је Босна и Херцеговина дефинисана као земља у потпуности зависна од Аустроугарске. Упркос томе што је успостављен сабор, власт је и даље вршило заједничко министарство финансија Аустроугарске у Бечу. Становници Босне и Херцеговине добили су посебно „земаљско” држављанство. Ранијим законима становницима Босне и Херцеговине зајемчена су нека од у то вријеме у западној и средњој Европи већ достигнутих права слободе и неповредивости имовине. Године 1907. чак педесет година послије Србије, формално је озакоњена и слодоба штампе. Устав из 1910. године дефинисао је, међутим, сасвим ограничена политичка права. Сви мушкарци који су навршили двадесет и четири године добили су право да уз одређене услове гласају за посланике у сабору. Сабор је имао мала овлашћења. Није чак бирао ни своје предсједништво, које је именовао цар. У сваком мандату цар је бирао предсједника, прво из реда муслимана, затим православаца и напослијетку католика, и затим поново истим редослиједом. Сабор није доносио буџет, бирао владу нити имао утицаја на државну управу. Ипак, посланици су имали право да слободно говоре у сабору, мада им је имунитет био у извјесној мјери ограничен. Изборни систем био је такав да је класно и вјерски одредио састав сабора. Сабор су чинила 92 посланика. Двадесет посланика били су „вирилни” - дакле улазили су у састав сабора захваљујући дужности коју су обављали - као на примјер вјерски великодостојници. Остала седамдесет двојица посланика су бирана. Нису их бирали сви бирачи равноправно, већ су постојала три изборна реда - курије. Први ред чинили су земљопосједници - који су већином били муслимани - чиновници, учитељи, високо образовани грађани. Ови бирачи гласали су за 18 посланика у сабору. Други ред чинили су становници градова са бирачким правом - они су бирали 20 посланика. Затим, бирачи на селу, који су чинили око 90% становништва, имали су право да у сабор пошаљу свега 34 посланика. Милорад Екмечић је примјетио да је глас једног феудалца или професора на изборима вриједио као сто педесет гласова бирача сељака. Састав изборних посланика унапријед је био одређен по вјероисповијести: тако су православци добили право да изаберу 31 (43,05%), муслимани 24 (33,33%) и католици 16 (22,22%) посланика, док су Јевреји добили право на једног (1,38%)посланика.
Тако је успостављен формални, ограничени парламентаризам у коме социјална или етничка већина у Босни и Херцеговини никако није могла да буде постигнута у парламенту. Ипак, 1910. године је по први пут у мирним годинама установљен некакав парламент у Босни и Херцеговини. Муслиманима, на које је, поред католика, овим промјенама аустроугарски режим желио да прошири темеље подршке, омогућена је примјена шеријатског права у породичним питањима, као и насљедност мулковог власништва. Народима Босне и Херцеговине гарантовано је „чување народне особине и језика”. У званичну употребу Законом о језику из 1913. године, свуда осим на жељезници, уведен је „српско-хрватски језик” са два равноправна писма. Аустроугарске власти су модернизовале Босну и Херцеговину. Ипак, то није била „цивилизаторска мисија”, већ је циљ колонијалне управе био да обезбиједи што успјешнију експлоатацију земље и представи моћ и снагу Двојне монархије. Поред жељезнице, у Сарајеву је почео да ради први трамвај на Балкану. Подигнуте су бројне зграде и организована је модерна градска управа. Калајев режим подстицао је индустрију - фабрику ћилима у Сарајеву. Поставио је темеље туризма - прво на Илиџи поред Сарајева. Отворена је Државна штампарија, која је убрзо постала водећа на Балкану, основан је Земаљски музеј у Сарајеву, итд.

У Босанском сабору српски представници су били у великој мјери политички изоловани. Аграрно питање затворено је пошто га је лично цар ограничио на откупљивање зависних сељака. Српски посланици су то прихватили како би одржали могућност сарадње са посланицима муслиманима. Око старог аутономистичког вођства - Глигорија Јефтановића и Војислава Шоле - окупљали су се посланици спремни на погодбу са аустроугарским властима, увјерени да је најважнији циљ укључивање Срба у Аустроугарску монархију са истим правима која имају Срби у другим круновинама. Посланици око Милана Сршкића жељели су да Босна и Херцеговина добије демократске установе по узору на Краљевину Србију, и касније све већу самосталност. Сваки покушај ове групе да постигне споразум са аустроугарским властима завршио би са неуспјехом. Самостално је дјеловао књижевник Петар Кочић, који је у сабору заступао интересе сељаштва. Босну и Херцеговину су и даље водили из Беча и Будимпеште. Поред заједнилког министра финансија у Бечу, из Сарајева је цјелокупном извршном влашћу управљао земаљски поглавар. Послије 1912. године изврпном влашћу руководили су официри. И док су се посланици неовлашћеног сабора углавном бескрајно међусобно спорили, једна нова млада генерација ступила је на политичку сцену прихватајући радикални револуционарни дух из средње Европе и Русије. Управо у вријеме отварања Сабора, на земаљског поглавара генерала Варешанина Богдан Жерајић је извршио неуспјешан атентат. Био је то велики почетак „Младе Босне”. Подијељени српски посланици ни у другачијим приликама не би били у могућности да спријече аустроугарски режим да међу њима била политичаре који су му били по вољи. 
 Тако су Срби предсједници сабора били Војислав Шола и Данило Димовић, који је вјеровао да је за Србе најкорисније да се залажу за успоставу тријализма у Аустроугарској монархији. Подијељени српски покрет није успио да се поново обједини све до избијања Првог свјетског рата.
Прилике су постале теже послије побједе Балканског савеза над Османским царством у рату 1912. и 1913. године. Посебно се у градовима међу Србима осјетио покрет одушевљења због промјене прилика и односа снага на Балкану. Само је за српски Црквени крст за кратко вријеме у прилозима сакупљено чак 800.000 круна. Аустроугарска се током 1912. и 1913. године спремала за рат против Србије. Став њемачког цара, да не треба ратовати против побједничких балканских савезника, спријечио је Беч да нападне и освоји Србију, чије су армије ратовале у Македонији. Само генерал Конрад фон Хецендорф затражио је током Балканских ратова, чак двадесет и пет пута, од цара да покрене рат против Србије. Још 1912. године укинуте су више од два вијека старе повластице српског народа у јужној Угарској (Војводини). У прољеће 1913. године, када су српске и црногорске трупе опсиједале Скадар, посљедње османско упориште у Европи изван Цариграда, аустроугарске власти су у Босни и Херцеговини прогласиле ванредне мјере, којима су укинута сва српска удружења. Услиједили су прогони српских првака. У таквим приликама Босна и Херцеговина дочекале су велике маневре у источној Босни, очигледно управљене против Србије. Крајем јуна 1914. године, у завршним фазама маневара, покрајине и Сарајево требало је да посјети аустроугарски престолонасљедник надвојвода Франц Фердинанд.